# Matthias de Zordo
Matthias de Zordo ( Bad Kreuznach, 21 de fevereiro de 1988) é um atleta alemão, campeão mundial do lançamento de dardo.
Conquistou o título no Campeonato Mundial de Atletismo de 2011 em Daegu, Coreia do Sul. No mesmo ano venceu a Diamond League, depois de uma vitória no Memorial van Damme, etapa belga do circuito, com um lançamento de 88,36 m, seu recorde pessoal.